# Pharetrophora polita
Pharetrophora polita là một loài tò vò trong họ Ichneumonidae.